# Аппий Клавдий Цек
А́ппий Кла́вдий Цек (в русской традиции также А́ппий Кла́вдий Слепо́й; лат. Appius Claudius Caecus; родился, по разным версиям, в 362/352, 359/349, 350 или 343 — умер после 280 гг. до н. э.) — древнеримский государственный деятель и военачальник из патрицианского рода Клавдиев, цензор 312 или 310 года до н. э. и дважды консул (в 307 и 296 годах до н. э.). Во время своей цензуры провёл ряд важных политических реформ: изменил систему комплектования сената и распределения граждан по трибам, лишил патрицианские роды исключительного права отправлять некоторые религиозные культы. Аппий Клавдий построил первый римский водопровод, а также Аппиеву дорогу, соединившую Рим с Капуей и закрепившую таким образом за Республикой Кампанию. Позже, во время двух консульств и претуры, одержал ряд побед в Третьей Самнитской войне.
Аппий Клавдий считается одним из основателей римской юриспруденции и литературы; он составил сборник поэтических сентенций, создал первый религиозный календарь, внёс важные изменения в латинскую орфографию. Источники приписывают Цеку написание трактата по юриспруденции и издание сборника исковых формул, благодаря которому правовая информация впервые в истории Рима стала доступной народу. В старости, уже будучи слепым, Аппий Клавдий произнёс в сенате речь против мирного договора с царём Эпира Пирром, ставшую знаменитой и сыгравшую важную роль в становлении основных принципов римской внешней политики.

## Биография

### Происхождение
Аппий Клавдий принадлежал к одному из самых влиятельных патрицианских родов Рима, имевшему сабинское происхождение. Его предок Аттий Клавз приехал в Рим в первые годы Республики и сразу вошёл в состав правящей элиты, получив патрицианское достоинство и контролируя многочисленную клиентелу. Представители каждого поколения этого рода занимали высшие должности, начиная с 495 года до н. э. При этом существует мнение, что в IV веке до н. э. Клавдии переживали временные трудности, связанные с ухудшением материального положения.
Вопрос о том, кто был отцом Аппия Клавдия, исследователи признают трудным и не имеющим окончательного решения. Элогий Аппия называет преномен отца — Гай, а Капитолийские фасты сообщают ещё и преномен деда — Аппий. По мнению немецкого антиковеда В. Зиберта, Гай Клавдий — это либо Гай Клавдий Инрегиллен, диктатор в 348 году до н. э., либо Гай Клавдий Красс, диктатор в 337 году; более вероятным, исходя из данных хронологии, он называет второй вариант. Ф. Мюнцер уверенно пишет о втором варианте. В этом случае Аппий Клавдий Цек был внуком Аппия Клавдия Красса Инрегиллена, военного трибуна с консульской властью в 403 году до н. э., праправнуком децемвира того же имени и потомком родоначальника в седьмом поколении. Л. Кучеренко считает возможным, вопреки данным элогия и фастов, отцовство Аппия Клавдия Красса Инрегиллена, консула 349 года до н. э.
Псевдо-Аврелий Виктор и Авл Геллий называют братом Цека ещё одного сына Гая, внука Аппия — Аппия Клавдия Кавдекса, консула 264 года до н. э. и первого римского полководца, действовавшего против Карфагена. Но из-за идентичности имён и хронологической дистанции исследователи считают, что такое родство исключено.
Известно, что Аппий Клавдий носил наследственный когномен Красс, который образован либо от прилагательного Crassus — «толстый», либо от названия малой родины Клавдиев — города Crassinus Regillanus. После потери зрения он получил прозвище «Слепой» (Caecus), зафиксированное уже в Капитолийских фастах. В «Дигестах» упоминается ещё один агномен Аппия — Сторукий (Centemmanus), данный ему за разнообразную деятельность.

### Ранние годы
Точная дата рождения Аппия Клавдия неизвестна. Самое раннее из датированных событий его биографии — цензура 312 или 310 года до н. э. В. Зиберт, предполагая, что цензором мог стать только человек хотя бы относительно немолодой и обладающий определённым жизненным и политическим опытом, относит рождение Цека к десятилетию между 362 и 352 годами до н. э. С ним согласен венгерский исследователь Э. Ференци. Л. Кучеренко, анализируя рассказ Марка Туллия Цицерона о том, что к началу Пирровой войны (в 280 году до н. э.) Аппий был уже «очень стар», предположила, что речь идёт о 70—80-летнем возрасте, и соответственно отнесла рождение Цека к периоду между 359 и 349 годами до н. э. В более ранней своей статье она назвала в качестве предположительной даты 350 год; наконец, канадский учёный Г. Самнер говорит о 343 годе до н. э.
Предположительно Аппий Клавдий получил хорошее образование. На ранних этапах своей карьеры он трижды избирался военным трибуном, один раз квестором и дважды — курульным эдилом. Даты и какие-либо детали неизвестны. Автор классического справочника Р. Броутон предположил, что квестура Аппия Клавдия могла приходиться самое позднее на 316 год до н. э. Эдилитет у Л. Кучеренко датирован 316 и 314 годами, у А. Боттильери и Г. Самнера — 313 и 305 годами до н. э. Упоминание трёхкратного военного трибуната (Л. Кучеренко относит его к периоду между 327 и 317 годами до н. э.) должно предполагать, что Аппий участвовал во Второй Самнитской войне и смог в ней отличиться. В историографии существует мнение, что именно тяжёлый военный опыт мог заставить Аппия осознать необходимость политических и социальных реформ, которые он и начал во время цензуры.

### Цензура: Политическая деятельность

Сенат и народ Рима

Источники по-разному датируют начало цензуры Аппия Клавдия. Тит Ливий говорит о консулате Марка Валерия Максима и Публия Деция Муса, то есть о 312 годе до н. э.; согласно Диодору Сицилийскому, это был консулат Квинта Фабия Максима Руллиана и Гая Марция Рутила Цензорина, то есть 310 год до н. э. Большинство исследователей считает более правдоподобным первый вариант, но есть и сторонники второго. Кроме того, есть мнение, что Диодор мог датировать все мероприятия Аппия-цензора годом, когда его полномочия закончились — 310 годом до н. э.
На тот момент ещё не существовало законодательно установленной последовательности в прохождении должностей. Тем не менее выглядит необычным тот факт, что Аппий сначала стал цензором и только потом дважды избирался консулом. В историографии распространена гипотеза, что Аппий выдвигал свою кандидатуру в консулы до 312 года до н. э., но потерпел неудачу из-за враждебности сената и отсутствия симпатий со стороны плебса. На цензорских же выборах этому соискателю помогла поддержка его многочисленной клиентелы и союзника-патриция Луция Папирия Курсора, руководившего голосованием. По мнению Э. Ференци, ключевую роль сыграл союз Аппия с Марком Валерием Максимом. Отвечая на вопрос, почему Аппий стремился на этом этапе своей карьеры именно к цензуре, а не к консулату, Зиберт говорит об «эгоистических устремлениях», а Ференци обращает внимание на то, что раньше этот нобиль дважды был курульным эдилом. Обязанности эдила и цензора имели много общего (строительство и обслуживание дорог, акведуков, культовых зданий), и Аппий мог именно во время эдилитета понять необходимость работ по масштабному благоустройству города, а также задумать свои реформы.
Коллегой Аппия стал плебей Гай Плавтий Венокс. Меры, предпринятые Аппием на посту цензора, исследователи называют одной из самых смелых реформ в истории Рима. Незадолго до того народный трибун Овиний изменил систему комплектования сената: право формирования этого органа было передано цензорам, обязанным включать в состав сената лучших римлян из каждого сословия пропорционально количеству курий. Большинство исследователей относит lex Ovinia к периоду между 318 и 312 годами до н. э., так что Аппий оказался вторым или даже первым цензором, составлявшим список сенаторов (как патриций он имел более широкие полномочия, чем его коллега). Воспользовавшись этим, Аппий включил в состав сената людей незнатного происхождения, в том числе сыновей вольноотпущенников; Ливий в связи с этим называет его поведение «бесчестным и отвратительным» и говорит об «осквернении сената». По мнению С. Ковалёва, деятельность Аппия в этом направлении отражала происходившее в то время усиление роли торгово-ремесленных кругов; В. Зиберт пишет о борьбе цензора с «коалиционной партией» — группировкой крупных землевладельцев в сенате. Б. Нибур считает, что Аппием двигали личные интересы: он пытался заменить на вольноотпущенников своих врагов-сенаторов, помешавших ему получить консулат.
Кроме того, Аппий реформировал трибутную систему. Только три античных автора вскользь говорят об этом, упоминая разрешение записываться в любую трибу, причём согласно Диодору это разрешение получили все граждане, согласно Ливию, «незнатные люди», а согласно Плутарху — вольноотпущенники. Эта реформа стала предметом научной дискуссии: одни учёные считают, что нововведение коснулось всех безземельных граждан, другие говорят о вольноотпущенниках, третьи — о тех вольноотпущенниках, которые владели землёй. Некоторые исследователи полагают, что Аппий впервые начал при исчислении ценза учитывать не только недвижимое имущество, но и движимое. Кроме того, по указанию цензора был обнародован список дней, в которые могли происходить судебные разбирательства, что положило начало общему судопроизводству в Риме.

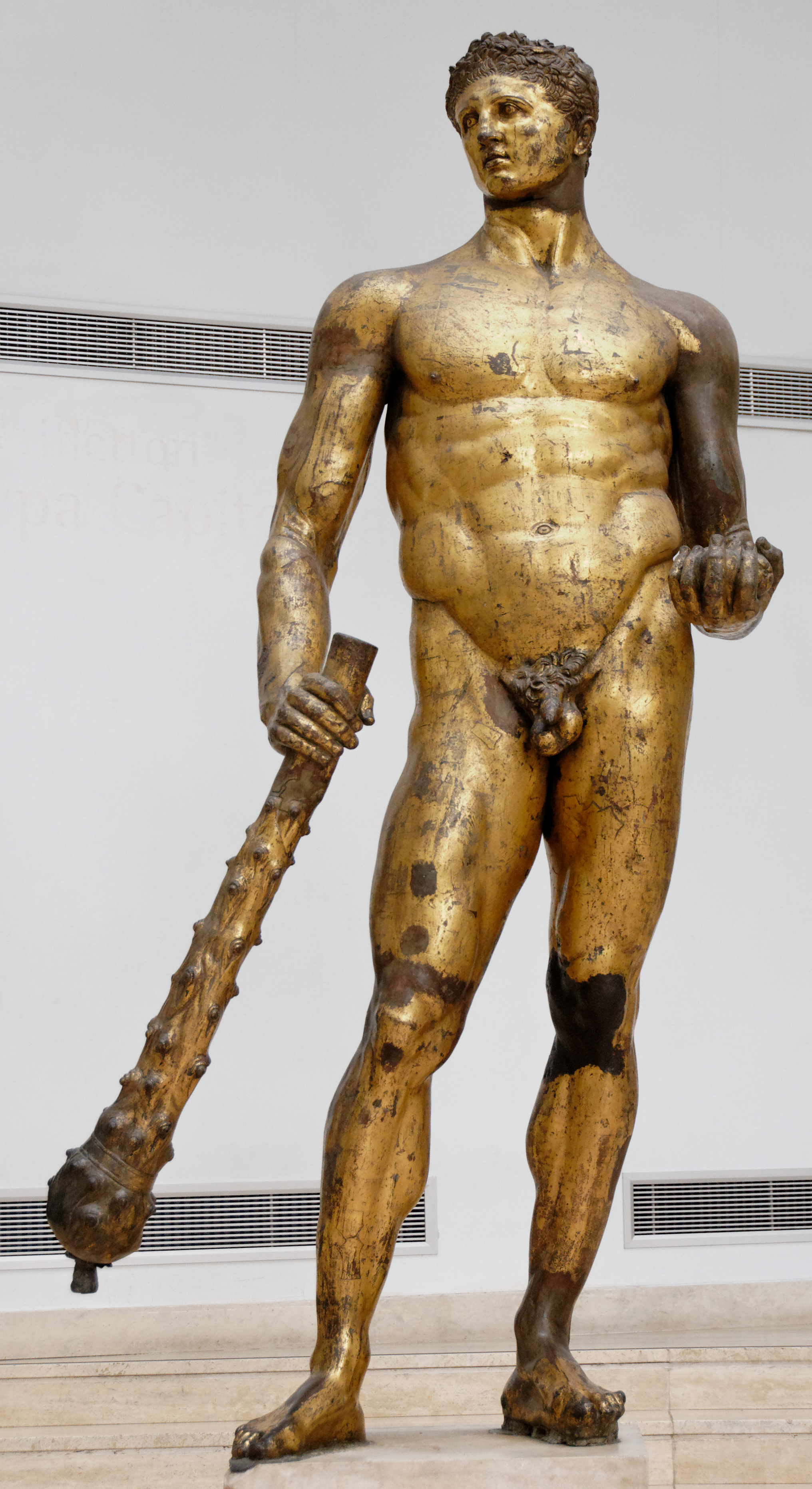
Геркулес с Бычьего форума (II в. до н. э.)

Ещё одной реформой Аппия, которую все источники относят ко времени его цензуры, стало превращение культа Геркулеса из родового в государственный. Античные авторы единодушно сообщают, что Аппий подкупил членов старого патрицианского рода Потициев, отправлявших этот культ, и те сначала обучили обрядам государственных рабов, а потом передали им свои обязанности. Озвучивается и сумма: 50 тысяч ассов. Но боги покарали святотатцев: род Потициев быстро вымер, а Аппий потерял зрение. Исследователи сходятся во мнении, что это этиологическая легенда, призванная объяснить внезапное угасание знатного рода Потициев и появление у Аппия нового когномена. Есть мнение, что в действительности сначала вымерли Потиции, и только из-за этого культ Геркулеса стал государственным. Внезапное угасание многочисленного рода могло произойти во время большой эпидемии — например, такой, какая бушевала в Риме в 292 году до н. э. Аппий именно в этом году мог занимать должность диктатора и в этом качестве мог изменить статус культа. К тому же в последующие годы он упоминается только в связи с Пирровой войной и не занимает какие-либо должности, а это могло быть следствием наступившей слепоты.
В своей политической деятельности Аппий опирался на народ, «считая, что сенат не имеет значения». Его реформы вызвали сопротивление знати. Второй цензор досрочно сложил с себя полномочия, «устыдясь беззастенчивой недобросовестности, с какой были составлены сенаторские списки» (правда, согласно Фронтину, Венокс был цензором положенные полтора года и ушёл, обманутый Аппием, уверявшим, что он поступит точно так же). Уход Венокса должен был означать конец цензуры и для Аппия, но последний отказался сложить полномочия. Даже по истечении восемнадцати месяцев он оставался на своей должности, утверждая, что Эмилиев закон, ограничивший цензуру полутора годами, на него не распространяется. Народный трибун Публий Семпроний Соф при поддержке сената попытался арестовать нарушителя, но трое из девяти его коллег оказались на стороне Аппия, благодаря этому сохранившего не только свободу, но и магистратуру. Он оставался цензором, пока не закончил начатые им строительные работы. После же ухода с должности, согласно Диодору, Аппий заявил, что ослеп, и под этим предлогом оставался дома, чтобы избежать преследований.
Консулы 311 года до н. э. Гай Юний Бубульк Брут и Квинт Эмилий Барбула отказались признавать составленный Аппием список сенаторов и созвали сенат в прежнем составе. В 304 году до н. э. цензоры Квинт Фабий Максим Руллиан и Публий Деций Мус нанесли по реформам Аппия ещё один удар: они включили всех безземельных граждан в четыре трибы, ставшие по очерёдности подачи голосов из первых последними. При этом за цензорами осталось право составлять список сенаторов.

### Цензура: Строительство
К 312 году до н. э. Рим, ещё относительно недавно разрушенный галлами и восстановленный без какого-либо регулярного порядка, стал главным политическим центром Италии. Он начал превращаться в большой город и центр посреднической торговли. Т. Моммзен увидел в Аппии Клавдии первого человека, задавшегося целью преобразовать внешний облик Рима в соответствии с его новой ролью.

Аппий Клавдий был тем, кто в достопамятную эпоху своего цензорства отложил в сторону устаревшую крестьянскую систему бережливости и научил своих сограждан тратить общественные средства достойным образом. Он положил начало той грандиозной системе общественных сооружений, которая лучше всего другого оправдывала военные успехи Рима с точки зрения народного благосостояния.
— Теодор Моммзен. История Рима. Т. 1. Ростов н/Д., 1997. С. 356.

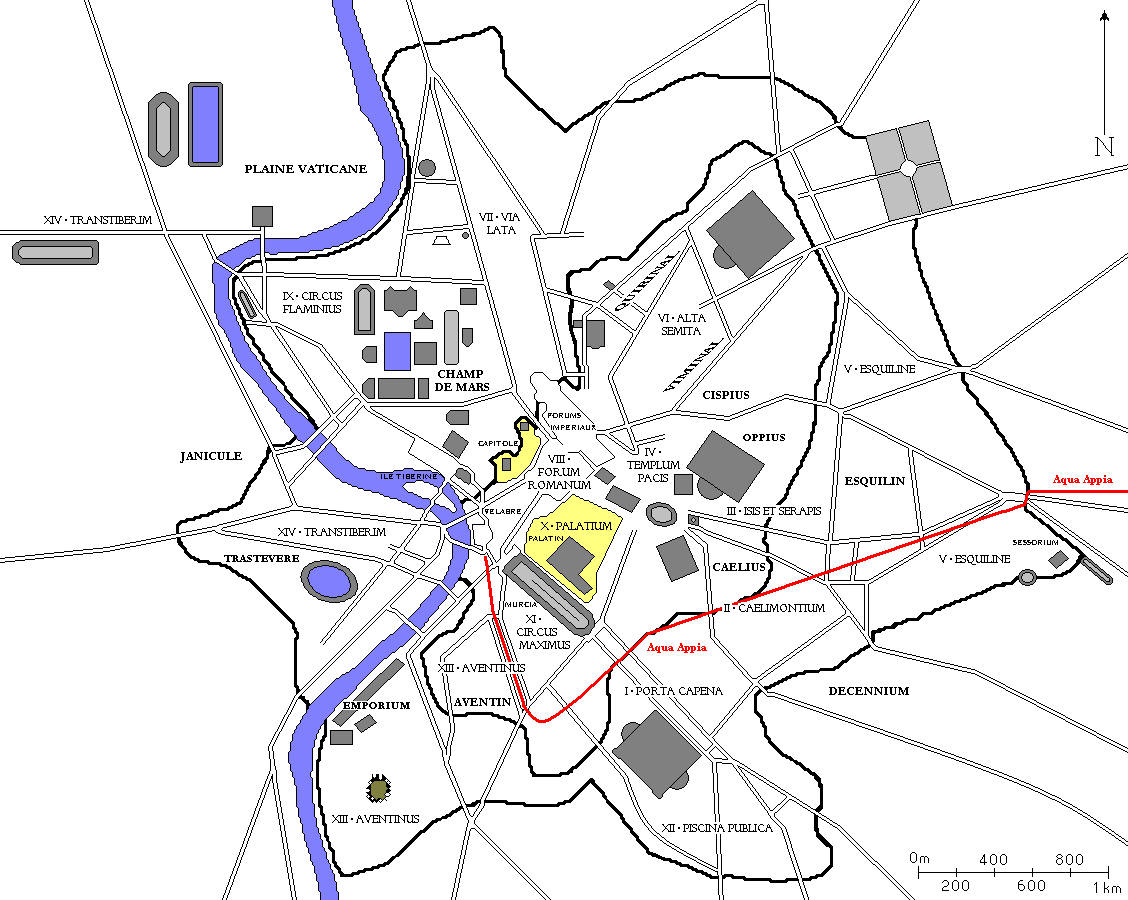
Аппиев акведук на карте Рима (обозначен красным цветом).

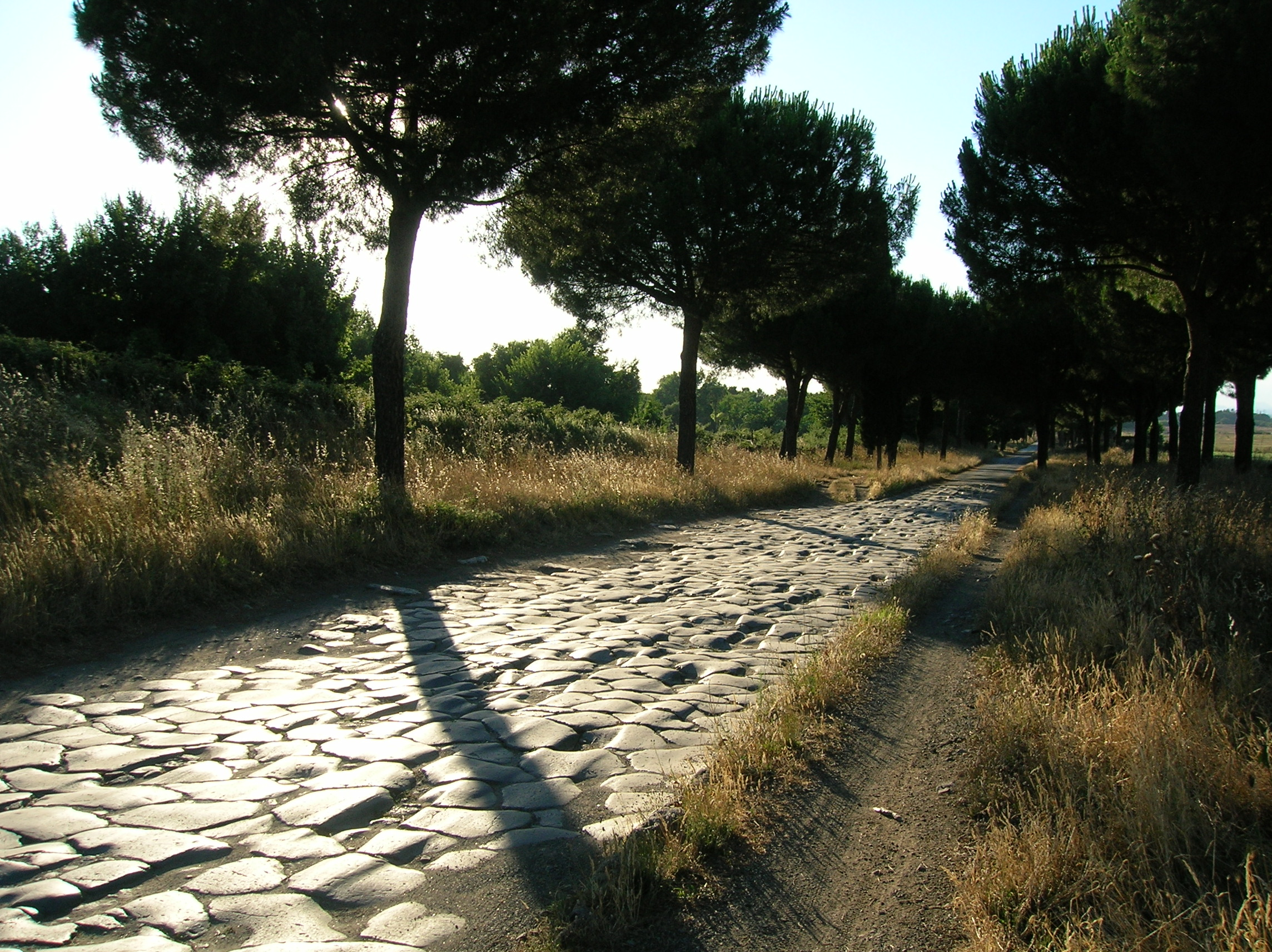
Вид на Аппиеву дорогу

Высказывалось предположение, что идея масштабного городского строительства могла возникнуть у Аппия во время его эдилитета. Целью цензора, помимо собственно украшения столицы, могли быть также прославление своего имени и укрепление положения патрициата: в лице Аппия знать могла пытаться перейти к новому методу удержания власти — посредством повышения благосостояния народа, а не его угнетения.
Под руководством цензора был возведен первый акведук — Aqua Appia (Евтропий по ошибке называет его Aqua Claudia), протяжённость которого составила более шестнадцати километров; большую часть этого расстояния он проходил под землёй, что гарантировало бесперебойную подачу воды даже в случае осады города. Начинался акведук на Лукулланских полях близ Пренестинской дороги. Аврелий Виктор считал источником реку Аниен, но это, видимо, ошибка: источник был найден вторым цензором, Гаем Плавтием, который, правда, в организации строительства участия не принимал. У Капенских ворот из-за холмистой местности акведук был поднят над землёй с помощью арок; заканчивался он у Тибра, рядом с гаванью. Распределение воды начиналось у подножия Авентинского холма, населённого в те времена преимущественно плебсом, и начало работы акведука стало огромным прорывом в жизни быстро растущего города.
Второй масштабной стройкой Аппия Клавдия стала прокладка знаменитой Аппиевой дороги (Via Appia), соединившей Рим и Капую (Аврелий Виктор ошибочно полагал, что эта дорога изначально вела до Брундизия). Диодор пишет, что Аппий вымостил путь до Капуи камнями, при этом овраги и впадины засыпал, а возвышенные места срыл; в связи с этим Зиберт предположил, что дорога существовала и до 312 года до н. э., а цензор её просто благоустроил.
Оптимизация путей сообщения с Капуей преследовала как экономические, так и военно-политические цели: Капуя на тот момент переживала расцвет и являлась одним из крупнейших торговых центров, занимая к тому же особое положение в ряду союзников Рима. Кроме того, в ходе строительства дороги был прорыт канал через Помптинские болота, который ещё и облегчил отправку кораблей из Лация в Таррацину. Это было особенно важно ввиду отсутствия у Рима сильного военного флота.
Аппиева дорога стала одной из главных и самых удобных магистралей Италии. Вдоль неё позже разместились усыпальницы аристократических родов, загородные виллы, арки с трофеями. Один из возникших здесь городов был назван в честь цензора — Форум Аппия. Собственно Via Appia стала первой дорогой, получившей имя в честь её создателя.
Строительство Аппия стоило огромных денег и велось, по крайней мере, частично, без одобрения сената, хотя последний и был высшей инстанцией в финансовых вопросах. Высказывалось предположение, что именно эта проблема и заставила Аппия включить в состав сената сыновей вольноотпущенников, чтобы расширить число своих сторонников; а ввиду невозможности закончить работы до истечения срока магистратуры цензор был вынужден ещё какое-то время сохранять за собой должность любыми средствами.

### Консул и военачальник
Согласно некоторым источникам Ливия, Аппий Клавдий впервые добивался консульства ещё во время своей цензуры, но народный трибун Луций Фурий запретил ему выдвигать кандидатуру на выборы. Аппий стал консулом только в 307 году до н. э. вместе с Луцием Волумнием. Именно последнему сенат поручил вести начавшуюся войну с саллентинами, оставив его коллегу в Риме; это могло быть выражением недоверия Клавдию как военному специалисту. В дальнейшем Ливий, с антипатией относившийся к Аппию, сообщает только, что тот постарался «искусным ведением внутренних дел увеличить своё влияние, раз уж военная слава всё равно доставалась другим».
В 300 году до н. э. Аппий выступил против законопроекта Огульния, допускавшего плебеев в жреческие коллегии, но потерпел неудачу; в 298 году он был интеррексом и в этом качестве отказался принимать голоса, поданные за плебейских кандидатов на консульских выборах. Но народный трибун Маний Курий Дентат принудил сенат заранее одобрить избрание плебея. В общей сложности, согласно элогию, Цек занимал должность интеррекса трижды: предположительно в первый раз в 300 году до н. э., а в третий — в 291.

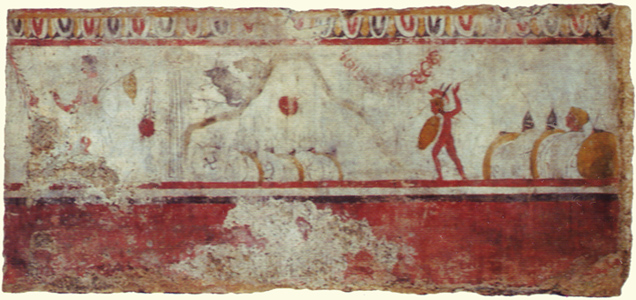
Древнеримская фреска, изображающая битву с самнитами

В 296 году до н. э. Аппий Клавдий стал консулом во второй раз. Хотя одно из консульских мест уже было закреплено за плебеями, Аппий пытался добиться своего избрания в паре с ещё одним патрицием, Квинтом Фабием Максимом Руллианом. Его коллегой тем не менее стал плебей — всё тот же Луций Волумний.
В это время шла Третья Самнитская война; Рим вёл военные действия против этрусков и самнитов. Детали участия в конфликте Аппия не совсем ясны. Его элогий предельно коротко сообщает, что Аппий «взял много крепостей самнитов, разбил войско сабинян и этрусков», а согласно Ливию в Самнии действовал проконсул Публий Деций Мус, так что Клавдий во главе двух легионов и двадцати тысяч вспомогательных войск двинулся в Этрурию. В этом регионе, видимо, ситуация была наиболее серьёзной из-за оформления сильной антиримской коалиции во главе с Гелием Эгнацием. Ливий рассказывает, что после нескольких неудач Аппий вызвал из Самния своего коллегу с армией, а когда тот прибыл, притворился, что не писал ему. Легаты и трибуны всё же уговорили консулов объединиться, и после этого римляне одержали победу в бою. Многие исследователи относятся к этому рассказу с недоверием: существует даже мнение, что историческая основа здесь сводится к одному только факту оформления антиримской коалиции и её частичного разгрома. Позже, исполняя данный во время битвы обет, Аппий построил храм Беллоны, причём Ф. Мюнцер считает, что этот обет действительно мог иметь место.
В следующем году Аппий стал претором (это была одна из двух его претур, причём дата другой неизвестна), тогда как консульство получили более заслуженные полководцы. Избрание было проведено заочно, поскольку Аппий всё ещё находился в Этрурии, откуда сообщал сенату об усилении противника. В победном для Рима сражении при Сентине он не участвовал, но после, усилив свою армию за счёт легионов Публия Деция, вместе с Луцием Волумнием разбил самнитов на Стеллатском поле близ Капуи. Самниты потеряли убитыми более шестнадцати тысяч человек, а римляне — всего две тысячи семьсот. Триумфа за эту победу Аппий не был удостоен; вероятно, причиной тому было враждебное отношение сената к победителю со времён цензуры.
Возможно, диктатура Аппия, упоминаемая только в его элогии и датируемая 292 годом до н. э. или периодом между 292 и 285 годами, тоже была связана с военными действиями.

### Поздние годы
Продолжению карьеры Аппия Клавдия помешала, предположительно, наступившая слепота. Некоторые источники утверждают, что Аппий ослеп уже через несколько лет после цензуры (это стало якобы наказанием богов, разгневанных переходом культа Геркулеса к общественным рабам); согласно Капитолийским фастам, прозвище Слепой он носил уже на момент своего избрания цензором. В историографии это считают неправдоподобным в контексте дальнейшей карьеры Аппия; правда, Цицерон пишет, что «древний Аппий, давно ослепший, продолжал занимать должности, вести дела и ни разу не отступился, как известно, ни от общественных, ни от частных забот». Т. Моммзен полагает, что Цек никогда не был слепым, и обращает в связи с этим внимание на сообщение Диодора, видевшего в «потере зрения» всего лишь уловку. Г. Хафнер считает возможным, что Аппий был только близорук и что при отсутствии очков это считалось равноценным слепоте. Ф. Мюнцер склоняется к тому, что слепота действительно имела место, но только в старости. В любом случае Аппий в преклонном возрасте сохранил свой авторитет и уверенно контролировал свой дом, большую семью и обширную клиентелу.

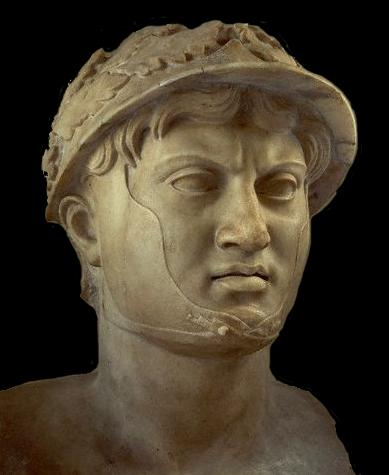
Пирр

Последнее упоминание Аппия Клавдия в источниках относится к 280 году до н. э., ко временам Пирровой войны. После поражения при Гераклее римский сенат обсуждал мирные предложения царя Пирра, предполагавшие предоставление независимости всем греческим городам Южной Италии, а также бруттиям, луканам, апулийцам и самнитам; вероятно, большинство было готово принять эти условия. Узнав об этом, Аппий приказал рабам отнести себя на Форум. Сыновья и зятья ввели слепца в курию, и он обратился к сенаторам с речью:

До сих пор, римляне, я никак не мог примириться с потерею зрения, но теперь, слыша ваши совещания и решения, которые обращают в ничто славу римлян, я жалею, что только слеп, а не глух… Вы боитесь молоссов и хаонов, которые всегда были добычей македонян, вы трепещете перед Пирром, который всегда, как слуга, следовал за каким-нибудь из телохранителей Александра, а теперь бродит по Италии не с тем, чтобы помочь здешним грекам, а чтобы убежать от своих тамошних врагов… Не думайте, что, вступив с ним в дружбу, вы от него избавитесь, нет, вы только откроете дорогу тем, кто будет презирать нас в уверенности, что любому нетрудно нас покорить, раз уж Пирр ушёл, не поплатившись за свою дерзость, и даже унёс награду, сделав римлян посмешищем для тарентинцев и самнитов
— Плутарх. Пирр, 19.
Ф. Мюнцер считает, что речь Аппия у Плутарха достаточно близка по смыслу к оригиналу; Цицерон цитирует начало речи в том виде, в каком оно звучит у Квинта Энния: «Где же ваши умы, что шли путями прямыми // В годы былые, куда, обезумев, они уклонились?» Пристыженные сенаторы отвергли предложение Пирра и заявили, что будут вести переговоры только после ухода вражеской армии из Италии. Это решение стало впоследствии одним из принципов внешней политики Рима: переговоры всегда должны были вестись исключительно на вражеской территории.
Непримиримость позиции Аппия Клавдия во время Пирровой войны подтверждается и сообщением Секста Юлия Фронтина: Аппий добился разжалования для всех, кто побывал в эпирскому плену; эти воины должны были к тому же «находиться вне лагеря, пока каждый не доставит по два вооружения неприятеля».
Учитывая отсутствие упоминаний об Аппии Клавдии после произнесения речи и его преклонный возраст на тот момент, исследователи полагают, что он умер вскоре после 280 года до н. э.

## Вклад в юриспруденцию
Секст Помпоний называет Аппия Клавдия в числе тех римлян, кто занимался цивильным правом, причём говорит о его «огромных знаниях». Точных данных о юридических занятиях Аппия в первоисточниках очень мало, из-за чего историки ограничиваются, как правило, простой констатацией того, что Цек — один из основателей римской юриспруденции. Ф. Мюнцер считает, что Аппий мог быть первым юридическим писателем Рима. Делаются предположения о том, что Аппий мог обладать специальными познаниями в силу своей принадлежности к знатному, но не-римскому роду, представители которого вынуждены были «укреплять свои позиции вполне определённой родовой политикой». С правовой деятельностью мог быть связан целый ряд магистратур Аппия — эдилитет, претура, консульство. В историографии ведётся дискуссия о гипотетическом членстве Аппия в коллегии понтификов, представители которой традиционно играли роль знатоков права в Ранней Римской республике.
С именем Аппия Клавдия источники связывают сборник исковых формул, обнародованный его секретарём Гнеем Флавием во время своего эдилитета в 304 году до н. э. Анналисты считали, что составил этот сборник Флавий, а Аппий стал инициатором публикации (об этом пишут Ливий и Цицерон); представители антикварной традиции (Плиний Старший, Валерий Максим, Макробий, Секст Помпоний) пишут, что Аппий был автором. По данным Помпония, Гней Флавий украл у Цека исковые формулы, чтобы обнародовать их. Исследователи в большинстве считают более правдоподобной версию «антикваров», поскольку анналисты питали антипатию к Аппию и могли сознательно умалить его заслуги. В любом случае в результате публикации впервые стала публичной информация о легисакционном процессе, и интерпретация законов перестала быть прерогативой судей-патрициев. Издание сборника стало важным шагом в секуляризации права.
Аппию приписывают написание юридического трактата «De usurpationibus», от которого сохранилось только заглавие. Правда, ряд историков считает маловероятным сам факт появления подобной специализированной монографии на столь раннем этапе развития права. Термин «usurpatio» в широком смысле предполагает пользование, применение, употребление, в том числе и незаконное; в узком смысле — «правило». Предположительно это сочинение Аппия Клавдия было пособием по применению исковых формул, то есть было тесно связано со сборником Гнея Флавия.

## Литературное наследие

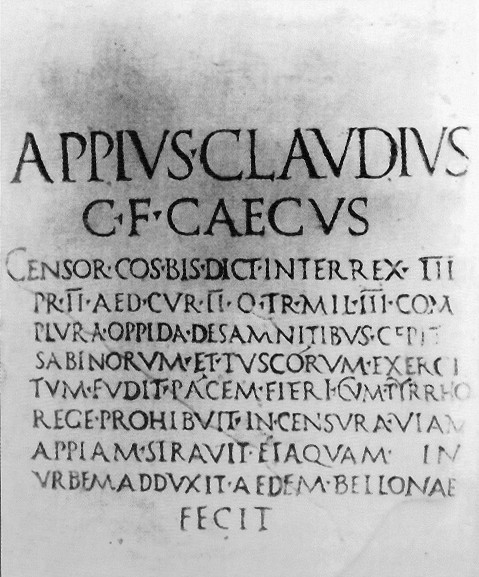
Мемориальная надпись «Аппий Клавдий Цек, сын Гая»

Аппий Клавдий первым из римлян писал изречения (saentencia) на латинском языке и составил целый сборник. Эти сентенции были записаны сатурнийским стихом. Наиболее известная из них, сохранённая Саллюстием, — «Faber suae quisque fortunae» («Каждый сам кузнец своей судьбы»). Стоик Панетий хвалит изречения Аппия в одном из писем Квинту Элию Туберону; по мнению Цицерона, они были написаны в пифагорейском духе. В историографии считается, что для сочинения таких стихов Аппий должен был быть знаком с греческой философией и даже находиться под влиянием греческой культуры в целом; встречаются даже утверждения, что именно Аппий Клавдий проложил эллинской культуре широкий путь в римское общество.
Аппию принадлежит идея модернизации латинского языка, в частности, некоторые изменения в орфографии. В правописании некоторых слов он заменил букву S между гласными буквой R, приведя таким образом нормы письменного языка в соответствие с живой речью, в которой вследствие ротацизма звук [s] в интервокальной позиции заменился на [r]. В результате Фузии стали Фуриями, Валезии — Валериями, Папизии — Папириями. Кроме того, он исключил из латинского алфавита букву Z (которая была вновь восстановлена лишь в I веке н.э., переместившись при этом с седьмой позиции в алфавите на последнюю). Аппию приписывается также составление календаря религиозных праздников, опубликованного его секретарём Гнеем Флавием.
Наибольшее значение Аппия Клавдия для римской литературы связано с его сенатской речью о переговорах с Пирром. Это была первая речь в истории ораторского искусства Рима, текст которой передавался из поколения в поколение; при этом она скорее всего не была издана при жизни автора, а просто хранилась в семейном архиве. Текст сохранился по крайней мере до середины I века до н. э., но Марк Туллий Цицерон, который его читал, в одном из своих трактатов замечает, что вряд ли эта речь всё ещё кому-то нравится. Того же мнения был и Тацит, задавший риторический вопрос: «Но сомневаемся ли мы в том, что нашлись и такие, кого Аппий Слепой восхищал больше Катона?» Тем не менее Цицерон назвал Аппия Клавдия в числе древнейших римских ораторов, написав: «Можно догадываться, что он был речист».

## Потомки
У Аппия было четверо сыновей и пять дочерей. Все сыновья известны поимённо. Старшим из них был Аппий, консул 268 года до н. э., отпраздновавший триумф над пиценами; согласно одним источникам, у него был когномен Руф (Rufus), согласно другим — Русс (Russus). Вторым был Публий, первый носитель прозвища Пульхр (Pulcher — «красивый»), превратившегося в когномен для его потомков (Плиний Старший называет Публия племянником Цека, но это явная ошибка). Пульхр занимал должность консула в 249 году до н. э. и печально прославился своим святотатством и связанным с ним поражением римского флота. Третий сын Аппия, Гай Клавдий Центон, был консулом в 240 и цензором в 225 году до н. э. Наконец, четвёртым был Тиберий, первым носивший родовое прозвище Нерон (Nero); о нём почти ничего не известно.
Существует мнение, что Пульхр и Центон не могли быть сыновьями Цека из-за слишком большой временной дистанции.
Из пяти Клавдий, дочерей Аппия, в источниках фигурирует только одна, привлечённая к суду в 246 году до н. э. за «оскорбление величества». У Плутарха упоминаются зятья Цека, но их имена неизвестны. Ф. Мюнцер предположил, что Аппий постарался выдать дочерей за представителей влиятельных аристократических родов.

## Оценки личности и деятельности

### Память об Аппии Клавдии Цеке в античную эпоху
Аппий Клавдий Цек является самым первым из тех персонажей римской истории, чьи биографии получили в источниках разностороннюю оценку. При этом ничего не известно о жизни Аппия до цензуры, и достоверность свидетельств античных авторов о последующих событиях небесспорна. Так, высказывалась гипотеза, что рассказ о попытках Аппия вопреки закону продлить срок своей цензуры — всего лишь риторическое преувеличение младших анналистов, которые столкнулись с вполне рядовым фактом продления полномочий ради приёма сданных в подряд работ.
Первые сообщения об Аппии Клавдии должны были появиться уже в полностью утраченных трудах римских историков III века до н. э. Один из этих историков, Квинт Фабий Пиктор, мог особенно тенденциозно излагать биографию Цека, поскольку принадлежал к патрицианскому роду, традиционно конкурировавшему с Клавдиями. В дальнейшем историческая традиция, враждебная Клавдиям, продолжала формироваться в трудах Валерия Анциата и Гая Лициния Макра.

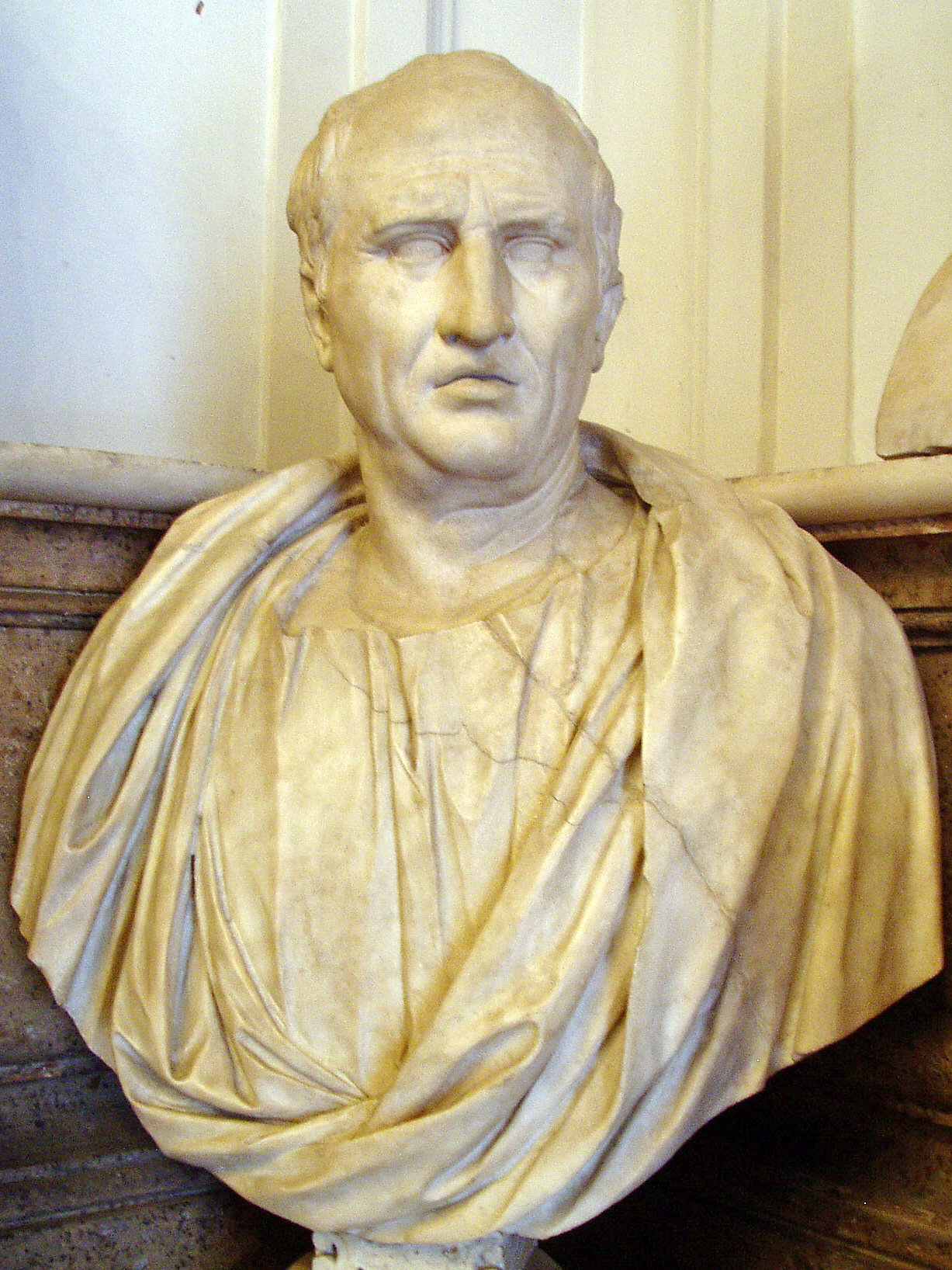
Марк Туллий Цицерон. Бюст из Капитолийских музеев в Риме

Самые ранние из сохранившихся источников принадлежат перу Марка Туллия Цицерона. Будучи консерватором, он восхищался временами Ранней Республики, когда правил сенат, и нравственными добродетелями сенаторов той эпохи. В этом контексте Аппий Клавдий получил высокую оценку как политик и правовед. Цицерон часто упоминает Цека в своих речах, трактатах и письмах, и единственным из античных авторов демонстрирует знакомство с его трудами. Для Цицерона Аппий был образцом человека, уверенного в себе, организованного, высокообразованного, который даже несмотря на старческую немощь и слепоту удержал в своих руках власть над семьёй и клиентами, а также сохранил политический вес. Цицерон видел в Аппии большой нравственный авторитет, проводя явные параллели между деятельностью Цека на посту цензора и нравственным судом. В своей речи в защиту Тита Анния Милона Цицерон противопоставил великому «Слепому» его ничтожного потомка-преступника — Публия Клодия («Можно подумать, что знаменитый Аппий Слепой проложил дорогу для того, чтобы там безнаказанно разбойничали его потомки, а не для того, чтобы ею пользовался народ»).
Диодор Сицилийский в своей «Исторической библиотеке» довольно подробно рассказывает о цензуре Аппия Клавдия; при этом он опирается на уникальные источники, которые не использовались в основной версии исторической традиции (у Тита Ливия и Дионисия Галикарнасского). Диодор подчёркивает честолюбие и определённый эгоизм Аппия: строя дорогу, цензор «израсходовал весь доход государства, но оставил после себя бессмертный памятник самому себе».
В 79 году до н. э. дальний потомок Цека Аппий Клавдий Пульхр украсил храм Беллоны в Риме геральдическими портретами своих предков. Среди них наверняка был и портрет Цека. Позже, в эпоху Августа, чтившего «память вождей, которые вознесли державу римского народа из ничтожества к величию», на основании похвальной речи в честь Аппия Клавдия был создан элогий. От оригинальной надписи, хранившейся на форуме Августа в Риме, остались только два небольших фрагмента; зато в XVI веке в Ареццо (античный Арреций) была найдена копия — мраморная плита с полным текстом. Элогий гласит:

Аппий Клавдий Цек, сын Гая, цензор, консул дважды, диктатор, интеррекс трижды, претор дважды, курульный эдил дважды, квестор, военный трибун трижды, взял много крепостей самнитов, разбил войско сабинян и этрусков, не допустил заключения мира с царём Пирром, в цензуру замостил Аппиеву дорогу и провёл в город воду, построил храм Беллоны.
— Хвалебная надпись в честь Аппия Клавдия Цека.
Таким образом, реформы в элогии не упоминаются; это может быть связано с общими консервативными установками эпохи Августа. Возможно, по той же причине питали антипатию к Аппию Клавдию и ко всему его роду историки времён Августа, включая Тита Ливия. Сочувствие радикальным реформаторам тогда было просто невозможно. К тому же Ливий придерживался республиканских взглядов и видел в Аппии типичного представителя рода Клавдиев — высокомерного патриция, ненавидящего народ. Историк не скрывал достоинства Аппия, но преимущественное внимание уделял его недостаткам. Тем не менее первая декада «Истории Рима от основания города» является ценнейшим источником, рассказывающим о жизни Аппия до 293 года до н. э.
В эпоху Тиберия негативные портреты Цека и других Клавдиев, являвшихся предками принцепса, исчезли из исторических трудов. Это видно на примере «Римской истории» Гая Веллея Патеркула и «Достопамятных деяний и изречений» Валерия Максима. Высокую оценку личности и деятельности Аппия Клавдия дал Светоний.
Наиболее часто в источниках упоминается самый поздний эпизод жизни Аппия Клавдия — его знаменитая речь в сенате. Об этом писали как римские авторы, так и греческие, описывая ситуацию в одной общей тональности: слепой старик вошёл в сенат, опираясь на плечи сыновей и зятьёв, и своим пламенным выступлением заставил малодушных сенаторов отказаться от позорного мира. Эта речь стала первой, которую передавали в письменном виде в течение нескольких столетий.

### В историографии
Первым из исследователей к личности Аппия Клавдия обратился Б. Нибур в своей «Римской истории». Он видел в Цеке в первую очередь патриция, попытавшегося в своей карьере опереться на вольноотпущенников. После Нибура Аппий был предметом постоянного интереса немецких антиковедов. Особое внимание ему уделил Т. Моммзен, испытывавший к Цеку явную симпатию. Для этого исследователя Аппий — единственная яркая индивидуальность в обезличенном обществе Ранней Республики, «гениальный человек», родившийся не вовремя: «Боги ослепили его за несвоевременную мудрость». При этом Моммзен не мог однозначно охарактеризовать историческую роль Аппия и назвал его «связующим звеном между старыми и новыми патрицианскими царями», между «Тарквиниями и Цезарями». В его изображении Аппий — политический деятель нового типа, сочетавший нетерпимость и консерватизм, характерные для патрициев его эпохи, с дальновидностью и гибкостью.
До конца XIX века в Германии вышли две монографии, посвящённые исключительно Аппию Клавдию Цеку, — работы В. Зиберта и К. Зике. Эти учёные, детально рассмотрев деятельность Аппия и сформулировав разные мнения по частным проблемам, сошлись в одном — общей положительной оценке его реформ. Наконец, обобщил весь имеющийся в источниках материал об Аппии Ф. Мюнцер в своей статье для энциклопедии «Паули-Виссова», опубликованной в 1899 году. В дальнейшем отдельные научные труды об Аппии Клавдии на немецком языке не выходили. В общих работах о Древнем Риме деятельность и личность Цека получали неизменно высокие оценки.
С середины XX века начали выходить статьи об Аппии на других европейских языках. В них рассматривается в первую очередь цензура Цека и его участие в борьбе между плебсом и патрициатом. Наибольший вклад в изучение этой проблематики внёс, по мнению Л. Кучеренко, венгерский антиковед Э. Ференци.
В русской историографии об Аппии писали до революции В. Нетушил (в связи с римской системой триб) и Ф. Соколов (в связи с историей римского права). В дальнейшем его деятельность рассматривали в рамках общих работ А. Немировский, Ф. Нечай, И. Маяк — в первую очередь в контексте межсословной борьбы в Риме. В 2000-е годы серию статей о разных сторонах деятельности Аппия Клавдия опубликовала Л. Кучеренко. Итогом её работы стала монография «Аппий Клавдий Цек: личность и политик в контексте эпохи» (Сыктывкар, 2008 год). Во вступлении к книге исследовательница пишет:

Фигура Аппия Клавдия Цека позволяет судить об определённом типе государственного деятеля эпохи Ранней Республики. На смену закостенелой патрицианской аристократии приходит разносторонне развитая личность, впитавшая основные принципы служения гражданскому обществу и смело действующая на их основе.
— Кучеренко Л. Аппий Клавдий Цек: личность и политик в контексте эпохи. Сыктывкар, 2008. С. 4.
В историографии выделяется ряд спорных тем. В частности, остаётся открытым вопрос о мотивации Аппия Клавдия во время преобразований и о социальной направленности его реформ; есть мнения, что Цек стремился к тирании или «был преемником великих плебейских поборников». Э. Ференци полагал, что Аппий поддержал низшие классы в их борьбе за политическое равноправие; В. Зиберт пишет, что Аппий стремился низвергнуть влияние крупных земельных собственников; К. Зике — что он действовал в интересах либертинов. По мнению Нибура, действия Цека определяла его жажда высших должностей.
Нет единого мнения о том, действительно ли Аппий Клавдий реформировал трибутную систему. Большинство учёных даёт положительный ответ на этот вопрос, но К. Белох и Г. Бенгтсон настроены более скептично.

### Исследования
1. Бикерман Э. Хронология Древнего мира: Ближний Восток и античность. — М.: Прогресс, 1976. — 336 с.
2. Дементьева В. Римское республиканское междуцарствие как политический институт. — М.: Инфо-Медиа, 1998. — 137 с. — ISBN 5-90102-606-3.
3. Ковалёв С. История Рима. — М.: Полигон, 2002. — 944 с. — ISBN 5-89173-171-1.
4. Кучеренко Л. Via et Aqua Appia (к оценке строительной деятельности Аппия Клавдия Цека) // Мнемон: исследования и публикации по истории Античного Мира : журнал. — 2004. — № 3. — С. 247—260. — ISSN 1813-193X.
5. Кучеренко Л. Аппий Клавдий Цек: личность и политик в контексте эпохи. — Сыктывкар: Издательство СыктГУ, 2008. — 179 с. — ISBN 9785872376385. — ISBN 5872376383.
6. Кучеренко Л. Военная карьера Аппия Клавдия Цека // Мнемон: исследования и публикации по истории Античного Мира. — 2006. — № 5. — С. 263—276. — ISSN 1813-193X.
7. Кучеренко Л. Зарубежная и отечественная историография об Аппии Клавдии Цеке // Мнемон: исследования и публикации по истории Античного Мира. — 2005. — № 4. — С. 239—248. — ISSN 1813-193X.
8. Кучеренко Л. Историческая личность в «Libri ab Urbe condita» Тита Ливия (на примере Аппия Клавдия Цека) // Историческое произведение как феномен культуры. — 2008. — № 2. — С. 26—33.
9. Кучеренко Л. Правовое и литературное наследие Аппия Клавдия Цека // История. Мир прошлого в современном освещении / ред. А. Ю. Дворниченко. — СПб.: Издательство Санкт-Петербургского университета, 2008. — С. 260—273. — 599 с. — ISBN 978-5-288-04545-5.
10. Кучеренко Л. Римские цензоры и градостроительство в Италии // Мнемон: исследования и публикации по истории Античного Мира. — 2010. — № 9. — С. 147—158. — ISSN 1813-193X.
11. Кучеренко Л. Род Клавдиев в политической жизни раннереспубликанского Рима // Проблемы социально-политической истории зарубежных стран: межвуз. сб. науч. тр. / отв. ред. О. Г. Парфенов. — Сыктывкар: СыктГУ, 1997. — С. 3—12. — 162 с. — ISBN 5-88584-036-9.
12. Моммзен Т. История Рима. — Ростов-на-Дону: Феникс, 1997. — Т. 1. — 642 с. — ISBN 5-222-00046-X.
13. Светлов Р. Пирр и военная история его времени. — СПб.: Издательство СПбГУ, 2006. — 355 с. — ISBN 5-288-03892-9.
14. Сидорович О. Анналисты и антиквары: римская историография конца III-I вв. до н. э.. — М.: Издательство РГГУ, 2005. — 289 с. — ISBN 5728105904.
15. Фёдорова Е. Введение в латинскую эпиграфику. — М.: Издательство МГУ, 1982. — 256 с.
16. Хафнер Г. Выдающиеся портреты античности. — М.: Прогресс, 1984. — 303 с.
17. Broughton R. Magistrates of the Roman Republic. — New York: American Philological Association, 1951. — Vol. I. — 600 p. — (Philological Monographs).
18. Ferenczy E. From the patrician state to the patrico-plebeian state. — Budapest: Akademiai Kiado, 1976. — 224 с. — ISBN 9789630506717. — ISBN 9630506718.
19. Linke B. Appius Claudius Caecus — ein Leben im Zeitalter des Umbruchs // Von Romulus zu Augustus. Große Gestalten der römischen Republik. — 2000. — С. 69—78.
20. Münzer F. Claudius // Paulys Realencyclopädie der classischen Altertumswissenschaft. — Stuttgart : J.B. Metzler, 1899. — Bd. III, 2. — Kol. 2662—2667.
21. Münzer F. Claudius 91 // Paulys Realencyclopädie der classischen Altertumswissenschaft. — Stuttgart : J.B. Metzler, 1899. — Bd. III, 2. — Kol. 2681—2685.
22. Münzer F. Claudius 102 // Paulys Realencyclopädie der classischen Altertumswissenschaft. — Stuttgart : J.B. Metzler, 1899. — Bd. III, 2. — Kol. 2692—2694.
23. Münzer F. Claudius 104 // Paulys Realencyclopädie der classischen Altertumswissenschaft. — Stuttgart : J.B. Metzler, 1899. — Bd. III, 2. — Kol. 2694.
24. Münzer F. Claudius 122 // Paulys Realencyclopädie der classischen Altertumswissenschaft. — Stuttgart : J.B. Metzler, 1899. — Bd. III, 2. — Kol. 2697—2698.
25. Münzer F. Claudius 183 // Paulys Realencyclopädie der classischen Altertumswissenschaft. — Stuttgart : J.B. Metzler, 1899. — Bd. III, 2. — Kol. 2676.
26. Münzer F. Claudius 304 // Paulys Realencyclopädie der classischen Altertumswissenschaft. — Stuttgart : J.B. Metzler, 1899. — Bd. III, 2. — Kol. 2857—2858.
27. Münzer F. Claudius 317 // Paulys Realencyclopädie der classischen Altertumswissenschaft. — Stuttgart : J.B. Metzler, 1899. — Bd. III, 2. — Kol. 2862.
28. Münzer F. Römische Adelsparteien und Adelsfamilien. — Stuttgart: J.B. Metzler, 1920. — P. 437.
29. Siebert W. Über Appius Claudius Caecus mit besonderer Berücksichtigung seiner Censur und der des Fabius und Dezius. — Kassel: Freyschmidt, 1863. — 110 S.
30. Sumner G. Orators in Cicero's Brutus: prosopography and chronology. — Toronto: University of Toronto Press, 1973. — 197 p. — ISBN 9780802052810.